# Tina Marolt
Tina Marolt (* 2. März 1996 in Velenje) ist eine slowenische Fußballnationalspielerin.

## Karriere

### Verein
Marolt startete ihre Karriere beim ŽNK Velenje. Bevor sie im Sommer 2011 zum ŽNK Rudar Škale wechselte. Dort spielte sie ihr Seniorendebüt für Rudar Škale am 20. März 2011 gegen den ŽNK HV TOUR Slovenj Gradec. In ihrer ersten Seniorensaison, erreichte sie mit ihrem Verein das Pokalfinale, unterlag jedoch im Finale 4:0 gegen ŽNK Pomurje Beltinci. Eine Saison später gelang ihr mit Rudar Škale, die Vizemeisterschaft und wurde erneut zweite im Pokalfinale.

### Nationalmannschaft
Marolt ist A-Nationalspielerin von Slowenien. Zuvor lief sie für die slowenische U-17- und U-19-Nationalmannschaft auf.